# راشد المقرن
راشد المقرن، (مواليد 7 نوفمبر 1977) حارس مرمى كرة قدم سعودي، لعب مع نادي الشباب حتى عام 2009 و أعير لنادي الحزم وبعدها اعتزل اللعب.

## الإنجازات الشخصية
- أفضل حارس في بطولة النخبة العربية أبطال الدوري والكأس 1996
- أفضل حارس في بطولة النخبة العربية أبطال الدوري والكأس 2001
- حقق أفضل حارس في بطولة كأس ولي العهد موسم 1998-1999 حيث لم يلج مرماه أي هدف.
  - نتائج البطولة :
  - دور الستة عشر (الشباب 2-0 الاتحاد)
  - دور الثمانية (الشباب 4-0 أحد)
  - نصف النهائي (الشباب 1-0 النصر)
  - النهائي (الشباب 1-0 الهلال)
- حقق أفضل حارس في بطولة كأس ولي العهد موسم 1995-1996 حيث لم يلج مرماه أي هدف.
  - نتائج البطولة :
  - دور الستة عشر (الشباب 0-0 الأهلي) (3-0ركلات ترجيحية)
  - دور الثمانية (الشباب 1-0 الاتفاق)
  - نصف النهائي (الشباب 5-0 الطائي)
  - النهائي (الشباب 3-0 النصر)

## روابط خارجية
- راشد المقرن على موقع الاتحاد الدولي (مؤرشف)  (الإنجليزية)
- راشد المقرن على موقع قاعدة بيانات كرة القدم.إي يو (الإنجليزية)
- راشد المقرن على موقع ناشيونال فوتبول تيمز (الإنجليزية)
- راشد المقرن على موقع Soccerway.com (الإنجليزية)
- راشد المقرن على موقع أوليمبيديا (الإنجليزية)